# Lerchenlaufhühnchen
Das Lerchenlaufhühnchen (Ortyxelos meiffrenii) ist eine kleine Art aus der Familie der Laufhühnchen (Turnicidae), das die Sahelzone im mittleren Afrika besiedelt und zudem zerstreut im nördlichen Ostafrika vorkommt. Es ist die einzige Art der Gattung Ortyxelos, die sich von den Laufhühnchen der Gattung Turnix durch längere und breitere Flügel und den verhältnismäßig langen Schwanz unterscheidet. Von manchen Autoren wird die Zuordnung zu den Laufhühnchen angezweifelt. Die Art ist monotypisch.

## Beschreibung
Das Lerchenlaufhühnchen ist mit 10–13 cm Körperlänge nur so groß wie ein kleiner Singvogel. Die Flügellänge liegt beim Männchen bei 72–76 mm, beim größeren Weibchen bei 76–80 mm. Der Schwanz ist zwischen 29 und 36 mm lang. Gewichtsdaten liegen mit 15,7–19,5 g nur für das Männchen vor. Die Art erinnert am Boden laufend ein wenig an einen Rennvogel, im Flug fällt das schwarzweiße Flügelmuster deutlich auf. Die flatterhafte Flugweise erinnert an Lerchen der Gattung Mirafra oder einen Schmetterling.
Die Oberseite adulter Männchen ist überwiegend rötlich sandfarben, die Unterseite cremebeige bis weißlich gefärbt. Stirn, Scheitel und Nacken sind rötlich braun mit hellen Federsäumen. Zügel, Überaugenstreif und die Wangenpartie sind rahmfarben mit goldbeiger Tönung. Vom Auge verläuft ein rötlich brauner Streifen über die Halsseiten. Die Ohrdecken sind bräunlich gefärbt. Die Federn der Kehle sind weiß mit goldbeigen Spitzen. Zur Brust hin werden sie goldbräunlich und an den Brustseiten und oberen Flanken rötlich braun mit schwarzgerandeten, rahmfarbenen Flecken. Die rötlichbraune Färbung läuft auf dem rahmfarbenen Bauch und den weißen Seiten und Unterschwanzdecken aus. Die Federn an Schultern, Rücken sind rötlichbraun, schwärzlich gerandet und mittig bezeichnet und tragen einen breiten, hellbeigen Saum. Die Steuerfedern sind rötlichbraun mit hellbeigen Spitzensäumen und dunkler Subterminalzeichnung. Die äußeren zeigen einen hellen Außenrand und die beiden äußersten ein dunkles Subterminalfeld. Die Schwingen sind überwiegend schwarz mit weißlichen bis beigen Endsäumen. Die kleinen und mittleren Armdecken sind rahmfarben und die großen Armdecken weiß. Die Schirmfedern sind rötlich braun mit hellem Spitzensaum und dunkler Zeichnung in den Zentren. Die Iris ist blass- bis dunkelbraun, der Schnabel gelblich hornfarben bis blass grünlich und die Beine und Füße weißlich fleischfarben bis gelblich beige.
Weibchen sind insgesamt heller und an der Brust rötlich brauner gerfärbt. Vögel im Jugendkleid sind oberseits sandfarbener und eher fleckig als streifig. Das Flügelmuster ist unregelmäßiger ausgeprägt.

## Stimme
Über die stimmlichen Äußerungen liegen nur wenige Beobachtungen vor. Es wird ein tiefes, weiches Pfeifen beschrieben, dem aber die durchdringende Qualität der Rufe anderer Laufhühnchen fehlt.

## Verbreitung und Bestand
Die Verbreitung des Lerchenlaufhühnchen erstreckt sich über große Teile der Sahelzone. Sie reicht von Senegambien und dem südlichen Mali ostwärts bis ins nördliche Kamerun, den Süden des Tschad und des Sudans. Weitere zerstreute Vorkommen gibt es in Ostafrika; so in Südwestäthiopien, Uganda, im nördlichen und südöstlichen Kenia und im Nordosten Tansanias. Als gelegentlicher Gast ist die Art an der Elfenbeinküste, in Gambia und Togo zu finden.
Die Art ist meist selten und nur lokal häufig, aber wohl nicht im Bestand bedroht. In einigen Regionen konnte sie ihr Areal aufgrund von Wüstenbildung und Waldeinschlag erweitern, anderswo gab es vermutlich langfristige Rückgänge.

## Lebensraum
Das Lerchenlaufhühnchen besiedelt aride und semiaride Habitate, vor allem Savannen mit einem Bewuchs aus Akazien und Süßgräsern der Gattung Chrysopogon. Der Deckungsgrad an Gräsern sollte mindestens 25 % betragen. In Westafrika bevorzugt die Art lokal trockene und sandige Habitate mit Cenchrus- und Aristida-Arten, kommt aber auch in feuchteren Küstensteppen, Dornstrauchsavanne oder Gebieten mit spärlichem Baumbewuchs vor. Die Höhenverbreitung reicht teils bis auf 2000 m hinauf, liegt aber üblicherweise bei unter 1200 m.

## Lebensweise
Über die Lebensweise des Lerchenlaufhühnchens ist wenig bekannt. Es ernährt sich vermutlich von Grassamen, Termiten und anderen Insekten. In manchen Gebieten scheint die Art Standvogel zu sein, in anderen ist sie jeweils nur zur Regen- oder zur Trockenzeit zu finden. Es finden vermutlich teils Wanderungen innerhalb des Kontinents statt, genaueres ist darüber aber nicht bekannt.
Die Brutzeit liegt meist in der kühleren Phase der Trockenzeit zwischen September und März. Das Nest ist eine einfache Bodenmulde, die oft am Fuß einer Pflanze auf sonst spärlich bewachsenen Stellen gelegen ist und mit Blättern und Halmen ausgekleidet wird. Manchmal wird sie auch mit kleinen Steinchen eingefasst. Das Gelege besteht aus zwei ovalen Eiern, die auf rahmfarbenem Grund schwarz, braun und grau gefleckt sind. Sie werden allein vom Männchen bebrütet. Diese Tatsache könnte auf gelegentliche Polyandrie hindeuten, die aber im Unterschied zu anderen Laufhühnchen bei dieser Art nicht festgestellt wurde. Vermutlich lebt sie meist monogam.